# ادالی
ادالی (به انگلیسی: Adalli) در هند است که در کارناتاکا واقع شده‌است.